# Municipio de Bozhurishte
El municipio de Bozhurishte (búlgaro: Община Божурище) es un municipio búlgaro perteneciente a la provincia de Sofía. Se ubica en la periferia noroccidental de la capital nacional Sofía, al norte de Bankya, en la salida de la capital nacional por la carretera E80 que lleva a Niš.

## Demografía
En 2011 tiene 8473 habitantes, de los cuales el 94,59% son étnicamente búlgaros. Su capital es Bozhurishte, donde vive algo más de la mitad de la población municipal.

## Localidades
Además de la capital municipal Bozhurishte, hay nueve pueblos en el municipio:
- Gurmazovo
- Delian
- Zlatusha
- Mala Rakovitsa
- Pozharevo
- Prolesha
- Rosoman
- Jerakovo
- Jrabarsko